# El Maset (Sant Quirze Safaja)
El Maset, o Can Maset, és una torre noucentista de Josep Puig i Cadafalch i una antiga masia del terme municipal de Sant Quirze Safaja (Moianès). Està inclosa en l'Inventari del Patrimoni Arquitectònic de Catalunya.
És al sud del poble de Sant Quirze Safaja, a prop de l'extrem sud-occidental del terme, a ran del límit amb Sant Feliu de Codines, a ponent del Coll de Poses i de la urbanització dels Pinars del Badó. És en el Serrat del Maset, al nord de la Feixa Perduda i a migdia del Cucut. S'hi accedeix des de la carretera C-59 en el costat de ponent del Coll de Poses, per un camí senyalitzat que en surt cap al nord.

## Història
L'edifici està situat al costat de l'antiga masia, on viuen els masovers. Aquest és un dels masos històrics amb més antiguitat i importància del terme. La torre d'estiueig va ser la primera que es va construir en el terme municipal, que més tard va adquirir el caràcter residencial.
Coneguda també com a "Casa Fargas", va ser construïda el 1919 per Josep Puig i Cadafalch per encàrrec de Mercè Fargas Raymat, mare de Ramon Trias Fargas, propietària de la finca. La finca va ser venuda pels hereus de la propietària original als actuals propietaris.

## Descripció

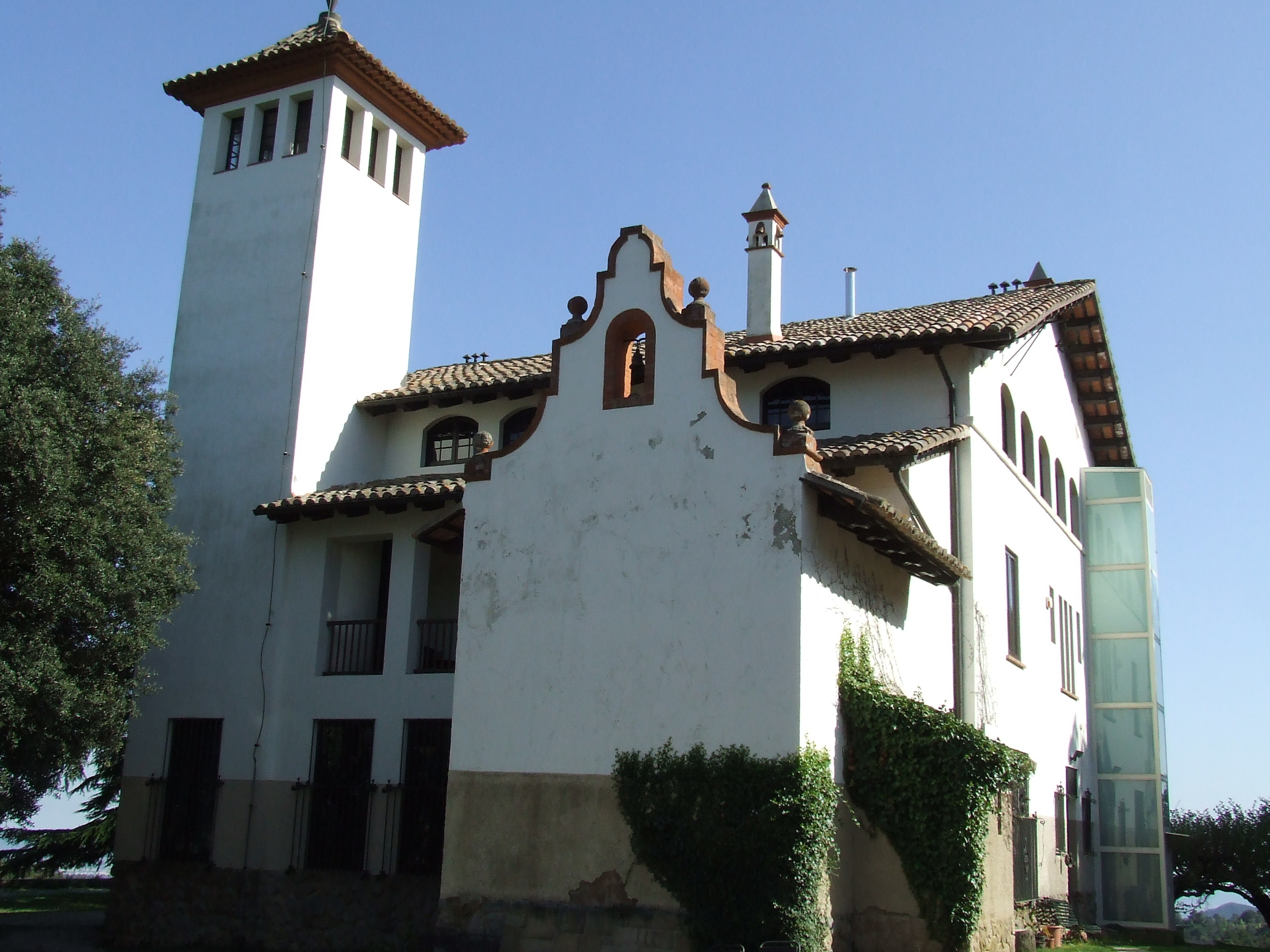
El Maset, amb la capella en primer terme

És un edifici aïllat de tipologia ciutat-jardí, de planta quadrada amb una torre acabada en punxa a l'extrem nord-oest. Consta de planta baixa, pis i golfes només al cos central. Els cossos laterals són de planta baixa i un pis amb galeria obert. A la dreta de la façana sobresurt una torre mirador coberta a quatre vessants. La teulada de la casa és a dues aigües. La façana és de composició simètrica, tot el cos superior presenta un ritme d'obertures d'arc rebaixat. A la dreta hi ha un edifici annex adossat, cobert a dues aigües i amb el carener sinuós.

## Ermita de la Mare de Déu del Roser del Maset
La Mare de Déu del Roser del Maset és la capella de la finca del Maset. És afegida al nord del cos principal de la masia, però exempta respecte de l'edifici principal.
És una capella petita, però relativament gran comparada amb altres capelles particulars de masos de la zona. D'una sola nau, sense absis, té l'altar en el costat nord. La porta d'entrada s'obre a llevant, i a ponent hi ha una petita sagristia.
En el costat meridional, el que queda unit al mas, hi ha un cor elevat només accessible des del mas, que queda separat de la nau per una treballada gelosia de fusta que lliga amb l'enteixinat que cobreix la nau. Tot està treballat dins de les línies de l'art modernista, com el mateix mas.
- Façana de la capella
- Altar de la capella
- Nau principal
- Enteixinat de la coberta de la nau
- Cor amb gelosia